# David Denby

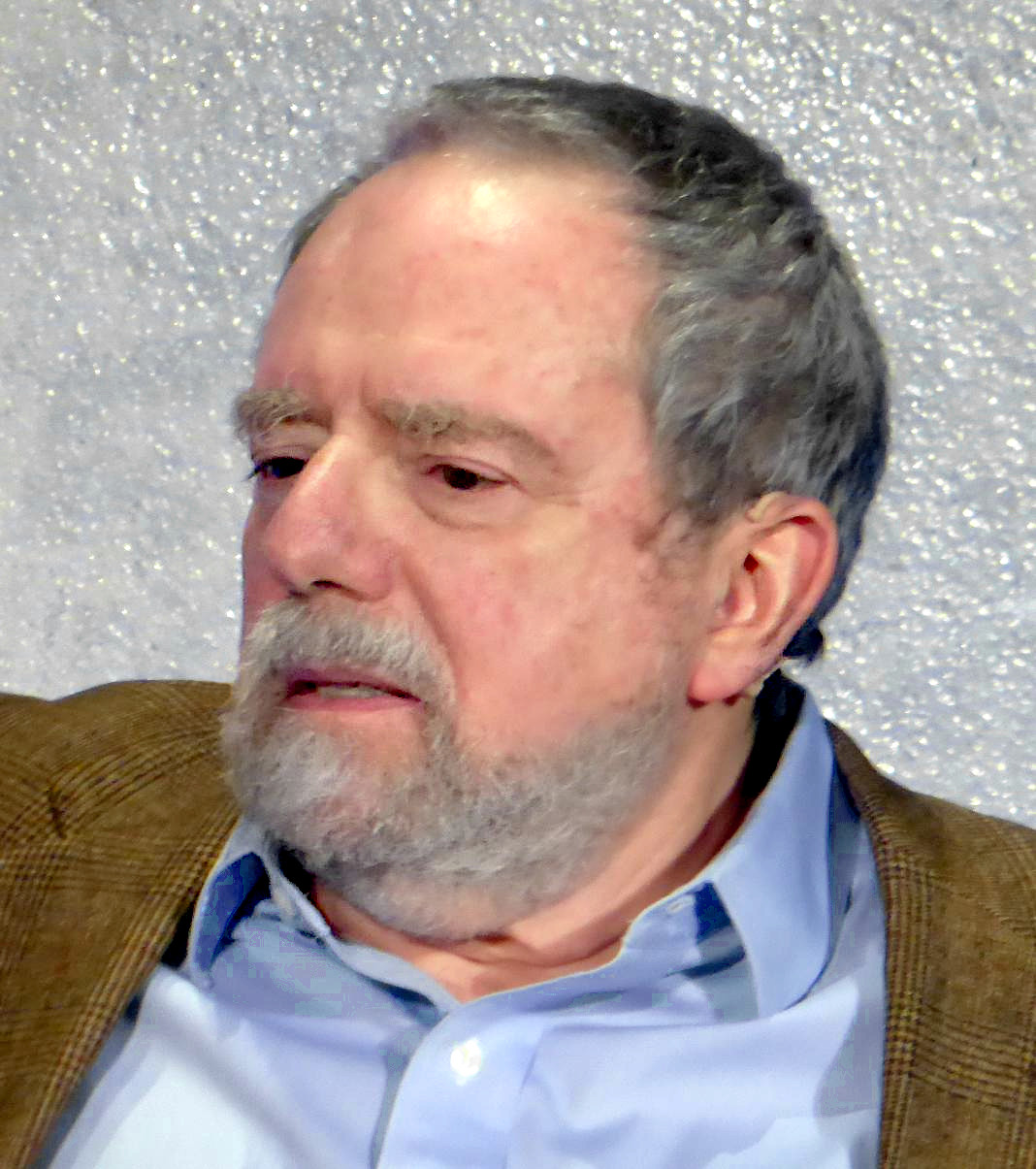
David Denby (2016)

David Denby (* 1943) ist ein US-amerikanischer Schriftsteller, der vor allem für seine Arbeit als Filmkritiker bekannt ist.

## Leben
David Denby studierte am Columbia College und machte dort 1965 seinen Abschluss. Anschließend besuchte er die Columbia Journalism School, die er 1966 abschloss.
Denby arbeitete für Zeitungen wie The Atlantic Monthly und New York. Obwohl bereits als Journalist etabliert ging Denby 1991 an die Columbia University, um dort einige Kurse zu besuchen. Derzeit schreibt er für die Zeitschrift The New Yorker. Daneben ist er Autor mehrerer Bücher.
David Denby ist mit der Schriftstellerin Cathleen Schine verheiratet, mit der er zwei Söhne hat. Die Familie lebt in Manhattan.

## Veröffentlichungen
- als Hrsg. mit Joy Cocks: Film 1973/74. Indianapolis / New York 1974.
- Marcel Moussy, David Denby: The 400 Blows by Francois Truffaut. 1986.
- David Denby: Sentimental narrative and the social order in France, 1760–1820. 1994, ISBN 0-521-43086-0.
- David Denby: American Sucker. 2005, ISBN 0-316-15928-X.
- David Denby: Snark: A Polemic in Seven Fits. Simon and Schuster, 2008, ISBN 978-1-4165-9945-6.
- David Denby: Great Books: My Adventures with Homer, Rousseau, Woolf and Other Indestructible Writers of the Western World.